# 매리너 5호
매리너 5호(영어: Mariner 5)는 미국 항공우주국이 발사한 행성 탐사선이다. 매리너 계획의 일환이며, 금성 탐사를 목적으로 하고 있었다.
매리너 5호는 화성 탐사선 매리너 4호의 예비기로서 조립되었다. 매리너 4호의 화성 탐사가 성공했기 때문에 임무 목적이 금성 탐사선으로 되었다. 금성 탐사선으로 목적이 변경되어, 태양 전지 패널의 축소와 방열판 설치 등 추가 개조가 취해졌다.
매리너 5호는 1967년 6월 14일에 발사되었다. 1967년 10월 19일 금성에 최접근해, 고도 4,000 km까지 접근했다. 매리너 2호보다 더 가까이 금성에 접근한 것에 따라서 보다 상세한 관측을 행할 수 있었다. 다만 금성 주회 궤도에는 들어가지 않았고, 금성을 접근 통과했다.
매리너 5호에 의한 전파 관측은, 1967년 10월 18일에 금성에 착륙한 소련의 베네라 4호의 관측을 지원하는 형태가 되었다. 그러한 관측에 의해 금성의 대기는 예상보다 고온·고압인 것이 판명되었다.
매리너 5호의 운용은 1967년 11월에 종료되었다.

## 같이 보기

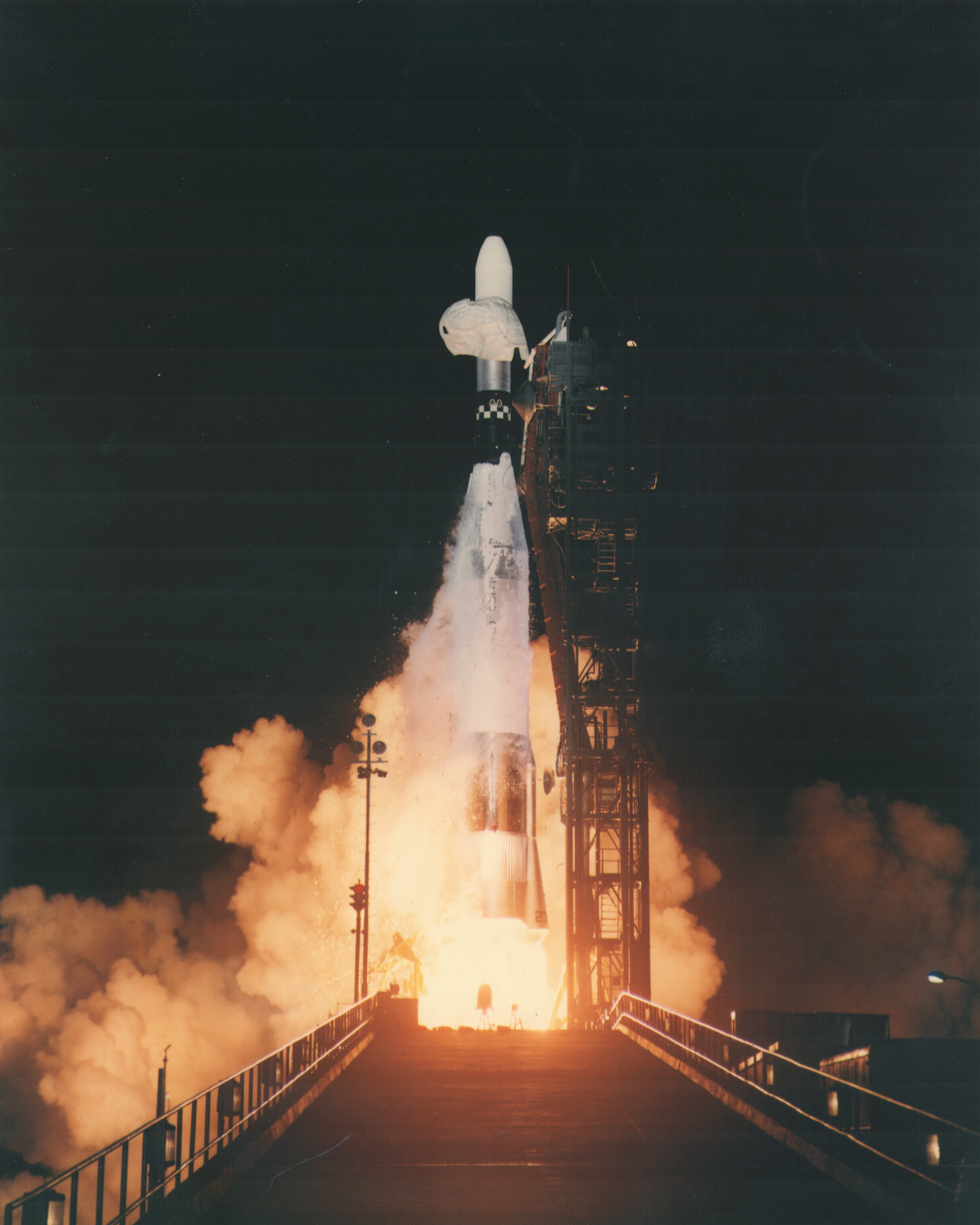
매리너 5호의 발사

- 매리너 계획